# Brigid Kosgei
Brigid Jepscheschir Kosgei (Kenya, 20 febrer 1994) és una corredora de marató kenyana que va guanyar la Marató de Chicago el 2018 i 2019 i la Marató de Londres el 2019. Va ser segona a la Marató de Chicago de 2017 i a la Marató de Londres en 2018.
Està en possessió del rècord mundial de marató, amb una marca de 2:14:04 aconseguida 13 d'octubre de 2019 a la Marató de Chicago, i que va trencar l'anterior marca de Paula Radcliffe després de 16 anys.

## Carrera
Kosgei ha fet or o plata en huit de les nou maratons que ha corregut en la seua carrera. Va fer segona a la Marató de Lisboa de 2016 darrere de Sarah Chepchirchir, amb una marca personal de 2:24:45. El seu temps fou més ràpid que el rècord anterior de la cursa. En 2017, Kosgei va guanyar la Mitja Marató de Bogotà, i va ser tercera a la Mitja Marató de Copenhaguen. Va fer segona en la Marató de Chicago de 2017 on va fer la seua millor marca personal, amb 2:20:22. El seu temps fou el sisè més ràpid a la Marató de Chicago. Setmanes més tard, va guanyar la Marató de Honolulu, on va superar el rècord de la prova en més de cinc minuts. En 2018, Kosgei va ser segona a la Marató de Londres darrere de Vivian Cheruiyot. Després de lesionar-se durant la Marató de Bogotà, Kosgei va decidir córrer la Great North Run, per preparar-se la Marató de Chicago de 2018. Va acabar segona, darrere de Cheruiyot. Kosgei, més tard va guanyar la Marató de Chicago, després d'escapar-se d'un grup de dos kenyans i tres etíops entre els quilòmetres 30 i 35 de la cursa. Va aconseguir millor marca personal amb 2:18:35. En 2018, Kosgei també va guanyar una prova de camp a través a Eldoret, Kenya, i la Mitja marató de Kalya a Kapenguria, Kenya.
Kosgei va guanyar el 2019 la Marató de Londres, esdevenint la dona més jove que mai havia guanyat la cursa. Va aconseguir el tercer millor temps de la prova després de Paula Radcliffe amb 2:17:42 (2005) i Mary Keitany 2:17:01 (2017). A la Great North Run de 2019, Kosgei va guanyar establint el rècord de la prova en 1:04.28, 23 segons més ràpid que l'anterior rècord mundial de mitja marató establert per Joyciline Jepkosgei.
Va guanyar la Marató de Chicago 2019 el 13 d'octubre de 2019 amb un temps de rècord mundial amb 2:14:04 una millora de la seua millor marca personal de més de 4 minuts.

## Palmarés en marató[15]
| Competició                 | Posició | Temps   | Ubicació | Data                  |
| -------------------------- | ------- | ------- | -------- | --------------------- |
| 2015 Marató de Porto       | 1ª      | 2:47:59 | Porto    | 8 de novembre de 2015 |
| 2016 Marató Ciutat de Milà | 1ª      | 2:27:45 | Milà     | 3 d'abril de 2016     |
| 2016 Marató de Lisboa      | 2ª      | 2:24:45 | Lisboa   | 2 d'octubre de 2016   |
| 2017 Marató de Boston      | 8ª      | 2:31:48 | Boston   | 17 d'abril de 2017    |
| 2017 Marató de Chicago     | 2ª      | 2:20:22 | Chicago  | 8 d'octubre de 2017   |
| 2018 Marató de Londres     | 2ª      | 2:20:13 | London   | 22 d'abril de 2018    |
| 2018 Marató de Chicago     | 1ª      | 2:18:35 | Chicago  | 7 d'octubre de 2018   |
| 2019 Marató de Londres     | 1ª      | 2:18:20 | London   | 28 d'abril de 2019    |
| 2019 Marató de Chicago     | 1ª      | 2:14:04 | Chicago  | 13 de octubre de 2019 |